# Кална (Ябланишки окръг)
Кална (на сръбски: Кална) е село в югоизточна Сърбия, част от община Църна трава на Ябланишки окръг. Населението му е около 86 души (2011).
Разположено е на 1081 метра надморска височина в седловина северозападно от Милославска планина, на 4,5 километра северозападно от границата с България и на 43 километра източно от Лесковац. Селището е известно от XVI век, като до началото на XX век включва множество разпръснати махали, а жителите му се занимават главно с овцевъдство.
През май 1944 година в района на Кална действат български партизани, които се прегрупират в т.нар. Първа софийска народоосвободителна бригада и Втора софийска народоосвободителна бригада.